# Кочетков, Николай Данилович
Николай Данилович Кочетков (1925 — 1992) — советский работник металлургической промышленности, техник-доменщик, мастер Магнитогорского металлургического комбината, Герой Социалистического Труда (1966).

## Биография
Родился 10 мая 1925 года в селе Болград, Генического района Херсонской области Украинской ССР, ныне село Озеряны Украины. В семье было пятеро детей.
После окончания школы, с 1941 года, работал помощником машиниста вагона-весов в доменном цехе завода «Запорожсталь» (город Запорожье).
C началом Великой Отечественной войны эвакуировался на восток, и с 1942 по 1978 годы проработал в доменном цехе Магнитогорского металлургического комбината — помощником машиниста, машинистом вагона-весов, газовщиком, мастером доменной печи. В 1959 году окончил Магнитогорский индустриальный техникум.
Принимал участие в освоении технологии выплавки чугуна на доменных печах № 9 и 10 большого объема (2014 кубических метров). В конце трудовой деятельности был шефом-наставником молодых рабочих, обучив своей профессии более 20 человек.
В 1973—1975 годах Николай Данилович находился в производственной командировке в Индии, где работал на металлургическом заводе города Бокаро, штат Бихар, помогая национальным кадрам осваивать доменные печи. С 1978 года находился на пенсии, жил в Магнитогорске.
Умер 8 октября 1992 года в Магнитогорске. Похоронен на городском кладбище Правобережное.

## Память
- На доме по улице Гагарина в Магнитогорске, где проживал Герой, ему установлена памятная доска.[1][5]

## Награды
- Указом Президиума Верховного Совета СССР от 22 марта 1966 года за выдающиеся заслуги, достигнутые в развитии чёрной металлургии, Кочеткову Николаю Даниловичу было присвоено звание Героя Социалистического Труда с вручением ордена Ленина и золотой медали «Серп и Молот».
- Также награжден медалями.
- Почётный металлург СССР (1955)[2]
- Почётный гражданин Магнитогорска (2002).